# La Cordillera (grupo armado)
La Cordillera es un grupo armado organizado narcoparamilitar colombiano que opera principalmente en el departamento de Risaralda. Surgió a comienzos del siglo XXI en el contexto del desmantelamiento de los grupos paramilitares AUC en el Eje Cafetero. Fue fundada por exjefes paramilitares como Carlos Mario Jiménez “Macaco”, que reorganizaron las antiguas redes del Cartel del Norte del Valle para apropiarse del narcotráfico local. Tras la captura de Macaco en 2008, otros exparamilitares del Bloque Central Bolívar asumieron el mando, manteniendo el nombre “Cordillera” y expandiendo las ollas de microtráfico en Pereira. Con el tiempo este grupo evolucionó hacia un Grupo Armado Organizado Delincuencial (GAOD) de carácter posparamilitar. En los últimos años ha participado en eventos notorios, como el asesinato del estudiante Lucas Villa en mayo de 2021 y un presunto atentado contra el presidente Gustavo Petro en 2023.

## Origen
La Cordillera nació en el Eje Cafetero tras la desmovilización del Bloque Central Bolívar de las AUC (2004–2006). Los hermanos Herrera Arrubla, exmiembros de las AUC, habían establecido ollas de microtráfico en Bogotá; tras su desalojo por las autoridades, se trasladaron a Pereira, donde se consolidó el negocio del narcotráfico bajo el nombre de “Cordillera”. Entre 2005 y 2008 el paramilitar "Macaco" envió a sus hombres a Pereira para arrebatar el negocio ilícito a los Herrera Arrubla, imponiendo su dominio mediante violencia. De este modo los excombatientes desmovilizados como “Macaco”, “Don Leo”, “Monoteto” y “Niño Fabián” formaron la Cordillera, que amplió rápidamente sus ollas de microtráfico. Tras la captura de Macaco en 2008 (y su posterior extradición), la organización mantuvo estructura bajo nuevos jefes coordinadores. A partir de entonces grupos emergentes (Los Rastrojos, Clan del Golfo, disidencias) ingresaron a la región, provocando una atomización de actividades ilícitas y una intensa lucha interna por el poder. Pese a ello, La Cordillera sobrevivió como agrupación dominante en la zona de Pereira y Dosquebradas, renovando sus líderes con el tiempo.

## Líderes principales
En sus orígenes los líderes históricos de La Cordillera provenían del paramilitarismo. El fundador fue el desmovilizado Carlos Mario Jiménez “Macaco” (AUC), quien en los años 2000 reordenó las estructuras narco en Pereira. Bajo su mando operaron desmovilizados como Jacinto “Don Leo” Fuentes, Héctor “Monoteto” Duque y José Fabián “Niño Fabián” Guzmán, quienes mantuvieron el nombre “Cordillera” tras la salida de "Macaco" En 2011, luego de la desmovilización de Macaco, “Niño Fabián” se convirtió en el máximo cabecilla regional (habiendo neutralizado a Monoteto para quedarse con el liderazgo). Posteriormente, en 2015 el exparamilitar Bernardo Ángel Campo alias “Berny” asumió la dirección cuando el anterior grupo de mando cayó: Berny se entregó voluntariamente a la Fiscalía y fue procesado por concierto para delinquir.
En la coyuntura reciente los jefes operativos identificados cambian continuamente. Reportes de inteligencia señalan a un cabecilla apodado “Diego Pereira” como actual líder de la banda. En la estructura moderna de La Cordillera también aparecen nombres como César “Calzones” Giraldo (empresario y exparamilitar; vinculado a la banda según medios, aunque la Fiscalía indica que Macaco ya no participa en las actividades actuales). Otros jefes informales han sido los ya mencionados “Lulú” y “El Negro Harold”, responsables de la zona sur y norte de la ciudad respectivamente. En 2024 se arrestó a Andrés “Lalo” Londoño (41 años), señalado como distribuidor principal de marihuana en Pereira. Más recientemente, en 2025 capturaron a “Juanda” (proveedor de cocaína) en Pereira.
Entre los miembros destacados procesados judicialmente figuran los hermanos Jonatan Stiven Mejía Hurtado (“Truán”) y John Alexander Mejía Hurtado (“Carevieja”), señalados como piezas clave en el homicidio del líder Lucas Villa en mayo de 2021. Jonatan Mejía fue presentado por la Fiscalía como “jefe de sicarios” de La Cordillera, y junto a su hermano ordenó el atentado contra Villa en el viaducto Pereira-Dosquebradas (según las investigaciones oficiales). Otros líderes históricos enjuiciados incluyen a John Fernando Ojeda Gómez (“Tenta”) encargado de logística de cocaína y autor confeso de varios homicidios en la región, capturado en 2016, y Johan Augusto Ozea García, asegurado el mismo año como presunto cabecilla involucrado en homicidios, narcotráfico y extorsión.
En la actualidad, el máximo cabecilla identificado de La Cordillera es Diego Fernando Ruiz Quintero, conocido como alias “Diego Pereira” o “Don A”. Ruiz Quintero encabeza una estructura colectiva compuesta por varios cabecillas zonales en municipios de Risaralda y departamentos vecinos bajo un modelo de mando colegiado. La Policía ha destacado que “Diego Pereira” lidera las células operativas responsables de microtráfico, sicariato y extorsión. Ruiz Quintero sigue en libertad, pese a que su captura ha sido considerada en múltiples operativos policiales recientes.

## Actividades delictivas

### Narcotráfico
La cordillera domina el mercado de drogas en la región. Controla ollas de cocaína y marihuana (con ingresos mensuales superiores a 790 millones de pesos). Además de menudear localmente, participa en envíos de drogas al exterior. Un operativo de 2025 desarticuló una red que enviaba paquetes de cocaína hacia París, lo que evidenció los vínculos entre La Cordillera y mafias europeas.

### Sicariato
La banda mantiene grupos de sicarios propios o contratados para eliminar competidores y consolidar el dominio territorial. Se les imputan numerosos homicidios selectivos en Pereira y Dosquebradas que obedecían a disputas por mercado o ajuste de cuentas. El asesinato de Lucas Villa en 2021 fue uno de los casos más notorios atribuidos por la Fiscalia a sicarios de La Cordillera liderados por sus principales cabecillas como alias "Truan".

### Extorsión
Cobran cuotas a comerciantes y residentes para permitir la operación de otros traficantes o negocios (incluyendo préstamos ilegales “gota a gota” con usura). Varios testimonios indican que imponían pagos semanales de decenas de miles de pesos a negocios de los barrios. Los que rechazaban pagar eran amenazados, desplazados de sus viviendas e incluso forzados a ceder sus propiedades, que luego se usaban para distribuir droga. En 2025 se capturó a un subgrupo llamado “Los Chamos” dedicado exclusivamente a la extorsión en Pereira, identificado como parte de La Cordillera.

## Vínculos políticos
César Augusto Giraldo Montoya, conocido como “Calzones”, es un destacado empresario y líder político del Centro Democrático en Risaralda, cuyas actividades políticas y empresariales contrastan con su presunto rol como cabecilla y financista de la banda criminal La Cordillera.

#### Carrera política
- Fue uno de los fundadores y principales promotores del Centro Democrático en el Eje Cafetero, participando activamente en campañas como el plebiscito de 2016, y las elecciones presidenciales de 2018 (Iván Duque) y 2022 (Federico Gutiérrez).[11]
- Mantuvo cercanía estrecha con figuras del uribismo como el expresidente Álvaro Uribe, apareciendo en actos públicos junto a él, Iván Duque y otros referentes como Óscar Iván Zuluaga y Gabriel Vallejo.[12]

#### Influencia en la administración local
- El exalcalde de Pereira, Carlos Maya, reconoció haber mediado con alias “Calzones” durante el Paro Nacional de 2021 para gestionar apoyo policial y militar, lo que ejemplifica su capacidad de interpelar las decisiones de seguridad pública.[13]

#### Señalamientos por financiamiento ilícito de actividades políticas
- Se le acusa de utilizar empresas como “Autos La Avenida”, como fachada para lavado de activos y financiamiento a la banda, así como de coordinar redes de usura (“gota a gota”) que habría utilizado para financiar campañas políticas.[14]
- Aparece en documentos oficiales de la Fiscalía como inversionista del narcotráfico, trabajando junto a otros jefes de La Cordillera con rutas internacionales de cocaína.[12]